# Оскар дос Сантус
О́скар дос Са́нтус Ембо́аба Жуніор (порт. Oscar dos Santos Emboaba Júnior; нар. 9 вересня 1991, Американа, штат Сан-Паулу, Бразилія) — бразильський та італійський футболіст, атакувальний півзахисник клубу «Сан-Паулу» та збірної Бразилії.

## Клубна кар'єра
Народився 9 вересня 1991 року в місті Американа, штат Сан-Паулу. Вихованець футбольної школи клубу «Сан-Паулу».
Розпочав свою кар'єру в футбольному клубі «Уніан Барбаренсе». Згодом, у 2004 році, перейшов до «Сан-Паулу». В 2008 році розпочав виступати за основний склад команди. У цьому ж році виграв з клубом чемпіонат країни. За «Сан-Паулу» гравець провів 14 матчів і пішов з клубу по закінченню контракту в 2010 році.

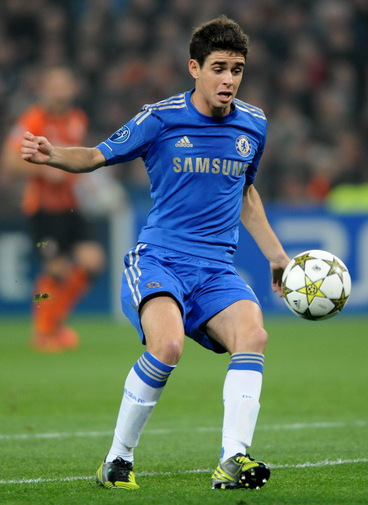
Оскар під час виступів за «Челсі». 24 жовтня 2012 року.

До складу «Інтернасьйонала» приєднався 17 липня 2010 року на правах вільного агента. З 2011 року Оскар став гравцем основного складу і виграв з командою чемпіонат штату.
25 липня 2012 року Оскар підписав п'ятирічний контракт з лондонським клубом «Челсі». Сума трансферу склала 25 мільйонів фунтів. 19 вересня гравець зіграв свій перший матч Ліги Чемпіонів проти «Ювентуса», в якому забив в ворота суперника 2 гола, що стали першими для бразильця у складі «Челсі». 19 травня 2013 року бразилець здобув у складі клубу перший трофей — кубок Ліги Європи, зігравши в тому числі і у фінальній грі проти лісабонської «Бенфіки». За підсумками сезону 2014/15 Оскар разом з лондонським клубом став чемпіоном Англії та виграв Кубок Футбольної ліги. Наразі встиг відіграти за лондонський клуб 121 матч в національному чемпіонаті.

## Виступи за збірні

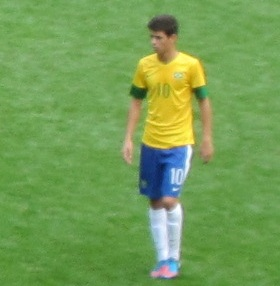
Оскар на Олімпійських іграх у Лондоні у 2012 році

Виступав у складі молодіжної збірної Бразилії, разом з якою брав участь у молодіжному чемпіонаті Південної Америки 2011 року та молодіжному чемпіонаті світу 2011 року, здобувши на обох турнірах титул чемпіона. Крім того, у фіналі молодіжного чемпіонату світу проти Португалії Оскар зробив хет-трик і приніс своїй команді перемогу з рахунком 3:2. Завдяки цьому бразилець став першим гравцем, що забив три голи у фіналі за весь час розіграшів турніру.
Всього на молодіжному рівні Оскар зіграв у 16 офіційних матчах, забив 3 голи.
2012 року захищав кольори олімпійської збірної Бразилії на Олімпійських іграх 2012 року у Лондоні, де бразильці дійшли до фіналу.
15 вересня 2011 року дебютував в офіційних матчах у складі національної збірної Бразилії в грі Суперкласіко де лас Амерікас зі збірною Аргентини, що завершилася з рахунком 0-0.
У 2013 році виграв Кубок Конфедерацій, який проходив у Бразилії, а у наступному році став з командою четвертим на домашньому чемпіонаті світу.
Наразі провів у формі головної команди країни 47 матчів, забивши 12 голів.

## Статистика виступів

### Статистика клубних виступів
| Сезон                      | Команда                    | Чемпіонат                  | Чемпіонат | Чемпіонат | Національний кубок | Національний кубок | Національний кубок | Континентальні кубки | Континентальні кубки | Континентальні кубки | Інші змагання | Інші змагання | Інші змагання | Усього | Усього |
| Сезон                      | Команда                    | Ліга                       | Ігор      | Голів     | Ліга               | Ігор               | Голів              | Ліга                 | Ігор                 | Голів                | Ліга          | Ігор          | Голів         | Ігор   | Голів  |
| -------------------------- | -------------------------- | -------------------------- | --------- | --------- | ------------------ | ------------------ | ------------------ | -------------------- | -------------------- | -------------------- | ------------- | ------------- | ------------- | ------ | ------ |
| 2008                       | «Сан-Паулу»                | ЛП+A                       | 0         | 0         | -                  | -                  | -                  | ПК                   | 1                    | 0                    | -             | -             | -             | 1      | 0      |
| 2009                       | «Сан-Паулу»                | ЛП+A                       | 1+11      | 0+0       | —                  | —                  | —                  | КЛ                   | 1                    | 0                    | —             | —             | —             | 13     | 0      |
| Усього за «Сан-Паулу»      | Усього за «Сан-Паулу»      | Усього за «Сан-Паулу»      | 1+11      | 0         |                    | -                  | -                  |                      | 2                    | 0                    |               | -             | -             | 14     | 0      |
| 2010                       | «Інтернасьйонал»           | ЛГ+A                       | 0+5       | 0+0       | КБ                 | 0                  | 0                  | КЛ                   | 0                    | 0                    | КЧС           | 1             | 0             | 6      | 0      |
| 2011                       | «Інтернасьйонал»           | ЛГ+A                       | 11+26     | 0+10      | КБ                 | 0                  | 0                  | ПК+КЛ                | 1+6                  | 0+3                  | —             | —             | —             | 44     | 13     |
| 2012                       | «Інтернасьйонал»           | ЛГ+A                       | 9+5       | 4+1       | КБ                 | 0                  | 0                  | КЛ                   | 6                    | 1                    | -             | -             | -             | 20     | 6      |
| Усього за «Інтернасьйонал» | Усього за «Інтернасьйонал» | Усього за «Інтернасьйонал» | 20+36     | 4+11      |                    | 0                  | 0                  |                      | 12                   | 4                    |               | 2             | 0             | 70     | 19     |
| 2012–13                    | «Челсі»                    | ПЛ                         | 34        | 4         | КА+КЛ              | 7+5                | 2+0                | ЛЧ+ЛЄ                | 6+9                  | 5+1                  | СА+СУ+КЧС     | 0+1+2         | 0             | 64     | 12     |
| 2013–14                    | «Челсі»                    | ПЛ                         | 33        | 8         | КА+КЛ              | 3+0                | 2+0                | ЛЧ                   | 10                   | 1                    | СУ            | 1             | 0             | 47     | 11     |
| 2014–15                    | «Челсі»                    | ПЛ                         | 28        | 6         | КА+КЛ              | 2+4                | 0+1                | ЛЧ                   | 7                    | 0                    | -             | -             | -             | 41     | 7      |
| 2015–16                    | «Челсі»                    | ПЛ                         | 26        | 3         | КА+КЛ              | 4+1                | 3+0                | ЛЧ                   | 7                    | 2                    | СА            | 1             | 0             | 39     | 8      |
| Усього за «Челсі»          | Усього за «Челсі»          | Усього за «Челсі»          | 121       | 21        |                    | 26                 | 8                  |                      | 39                   | 9                    |               | 5             | 0             | 191    | 38     |
| Усього за кар'єру          | Усього за кар'єру          | Усього за кар'єру          | 189       | 36        |                    | 26                 | 8                  |                      | 53                   | 13                   |               | 7             | 0             | 275    | 57     |

### Статистика виступів за збірну
| Дата       | Місто                  | Господарі      | Результат               | Гості      | Турнір                                  | Голи | Примітки |
| ---------- | ---------------------- | -------------- | ----------------------- | ---------- | --------------------------------------- | ---- | -------- |
| 15-09-2011 | Кордова                | Аргентина      | 0 – 0                   | Бразилія   | товариський матч                        | -    |          |
| 07-10-2011 | Сан-Хосе (Коста-Рика)  | Коста-Рика     | 0 – 1                   | Бразилія   | товариський матч                        | -    |          |
| 26-05-2012 | Гамбург                | Данія          | 1 – 3                   | Бразилія   | товариський матч                        | -    |          |
| 30-05-2012 | Вашингтон              | США            | 1 – 4                   | Бразилія   | товариський матч                        | -    |          |
| 03-06-2012 | Арлингтон              | Бразилія       | 0 – 2                   | Мексика    | товариський матч                        | -    |          |
| 09-06-2012 | Нью-Йорк               | Аргентина      | 4 – 3                   | Бразилія   | товариський матч                        | 1    |          |
| 15-08-2012 | Стокгольм              | Швеція         | 0 – 3                   | Бразилія   | товариський матч                        | -    |          |
| 07-09-2012 | Сан-Паулу              | Бразилія       | 1 – 0                   | ПАР        | товариський матч                        | -    | 89'      |
| 11-09-2012 | Ресіфі                 | Бразилія       | 8 – 0                   | КНР        | товариський матч                        | 1    |          |
| 11-10-2012 | Мальме                 | Бразилія       | 6 – 0                   | Ірак       | товариський матч                        | 2    |          |
| 16-10-2012 | Вроцлав                | Японія         | 0 – 4                   | Бразилія   | товариський матч                        | -    | 89'      |
| 15-11-2012 | Іст-Резерфорд          | Бразилія       | 1 – 1                   | Колумбія   | товариський матч                        | -    | 88'      |
| 06-02-2013 | Лондон                 | Англія         | 2 – 1                   | Бразилія   | товариський матч                        | -    |          |
| 21-03-2013 | Женева                 | Італія         | 2 – 2                   | Бразилія   | товариський матч                        | 1    | 62'      |
| 25-03-2013 | Лондон                 | Бразилія       | 1 – 1                   | Росія      | товариський матч                        | -    | 67'      |
| 02-06-2013 | Ріо-де-Жанейро         | Бразилія       | 2 – 2                   | Англія     | товариський матч                        | -    | 56'      |
| 09-06-2013 | Порту-Алегрі           | Бразилія       | 3 – 0                   | Франція    | товариський матч                        | 1    | 65'      |
| 15-06-2013 | Бразиліа               | Бразилія       | 3 – 0                   | Японія     | Кубок Конфедерацій 2013 - груповий етап | -    |          |
| 19-06-2013 | Форталеза              | Бразилія       | 2 – 0                   | Мексика    | Кубок Конфедерацій 2013 - груповий етап | -    | 62'      |
| 22-06-2013 | Салвадор (Бразилія)    | Італія         | 2 – 4                   | Бразилія   | Кубок Конфедерацій 2013 - груповий етап | -    |          |
| 26-06-2013 | Белу-Оризонті          | Бразилія       | 2 – 1                   | Уругвай    | Кубок Конфедерацій 2013 - півфінал      | -    | 73'      |
| 30-06-2013 | Ріо-де-Жанейро         | Бразилія       | 3 – 0                   | Іспанія    | Кубок Конфедерацій 2013 - фінал         | -    |          |
| 14-08-2013 | Базель                 | Швейцарія      | 1 – 0                   | Бразилія   | товариський матч                        | -    | 59'      |
| 11-09-2013 | Фоксборо (Массачусетс) | Бразилія       | 3 – 1                   | Португалія | товариський матч                        | -    | 60'      |
| 12-10-2013 | Сеул                   | Південна Корея | 0 – 2                   | Бразилія   | товариський матч                        | 1    | 79'      |
| 15-10-2013 | Пекін                  | Бразилія       | 2 – 0                   | Замбія     | товариський матч                        | 1    | 46'      |
| 17-11-2013 | Маямі-Ґарденс          | Гондурас       | 0 – 5                   | Бразилія   | товариський матч                        | -    | 64'      |
| 20-11-2013 | Торонто                | Бразилія       | 2 – 1                   | Чилі       | товариський матч                        | -    | 64'      |
| 05-03-2014 | Йоганнесбург           | ПАР            | 0 – 5                   | Бразилія   | товариський матч                        | 1    | 46'      |
| 03-06-2014 | Гоянія                 | Бразилія       | 4 – 0                   | Панама     | товариський матч                        | -    | 63'      |
| 06-06-2014 | Сан-Паулу              | Бразилія       | 1 – 0                   | Сербія     | товариський матч                        | -    | 46'      |
| 12-06-2014 | Сан-Паулу              | Бразилія       | 3 – 1                   | Хорватія   | ЧС 2014 - груповий етап                 | 1    |          |
| 17-06-2014 | Форталеза              | Бразилія       | 0 – 0                   | Мексика    | ЧС 2014 - груповий етап                 | -    | 84'      |
| 23-06-2014 | Бразиліа               | Камерун        | 1 – 4                   | Бразилія   | ЧС 2014 - груповий етап                 | -    |          |
| 28-06-2014 | Белу-Оризонті          | Бразилія       | 1 – 1 д.ч. (3 - 2 п.п.) | Чилі       | ЧС 2014 - 1/8 фіналу                    | -    | 106'     |
| 04-07-2014 | Форталеза              | Бразилія       | 2 – 1                   | Колумбія   | ЧС 2014 - чвертьфінал                   | -    |          |
| 08-07-2014 | Белу-Оризонті          | Бразилія       | 1 – 7                   | Німеччина  | ЧС 2014 - півфінал                      | 1    |          |
| 12-07-2014 | Бразиліа               | Бразилія       | 0 – 3                   | Нідерланди | ЧС 2014 - матч за 3-тє місце            | -    | 68'      |
| 05-09-2014 | Маямі                  | Бразилія       | 1 – 0                   | Колумбія   | товариський матч                        | -    | 72'      |
| 09-09-2014 | Іст-Резерфорд          | Бразилія       | 1 – 0                   | Еквадор    | товариський матч                        | -    | 46'      |
| 11-10-2014 | Пекін                  | Бразилія       | 2 – 0                   | Аргентина  | товариський матч                        | -    |          |
| 14-10-2014 | Сінгапур               | Японія         | 0 – 4                   | Бразилія   | товариський матч                        | -    | 46'      |
| 12-11-2014 | Стамбул                | Туреччина      | 0 – 4                   | Бразилія   | товариський матч                        | -    | 73'      |
| 18-11-2014 | Відень                 | Австрія        | 1 – 2                   | Бразилія   | товариський матч                        | -    | 77'      |
| 26-03-2015 | Париж                  | Франція        | 1 – 3                   | Бразилія   | товариський матч                        | 1    | 86'      |
| 09-10-2015 | Сантьяго               | Чилі           | 2 – 0                   | Бразилія   | Відбір до ЧС 2018                       | -    |          |
| 14-10-2015 | Форталеза              | Бразилія       | 3 – 1                   | Венесуела  | Відбір до ЧС 2018                       | -    | 65'      |
| 18-11-2015 | Сальвадор              | Бразилія       | 3 – 0                   | Перу       | Відбір до ЧС 2018                       | -    | 85'      |
| Усього     |                        | Матчів         | 48                      |            | Голів                                   | 12   |          |

## Титули та досягнення
«Інтернасьйонал»
- Володар Кубка Лібертадорес: 2010

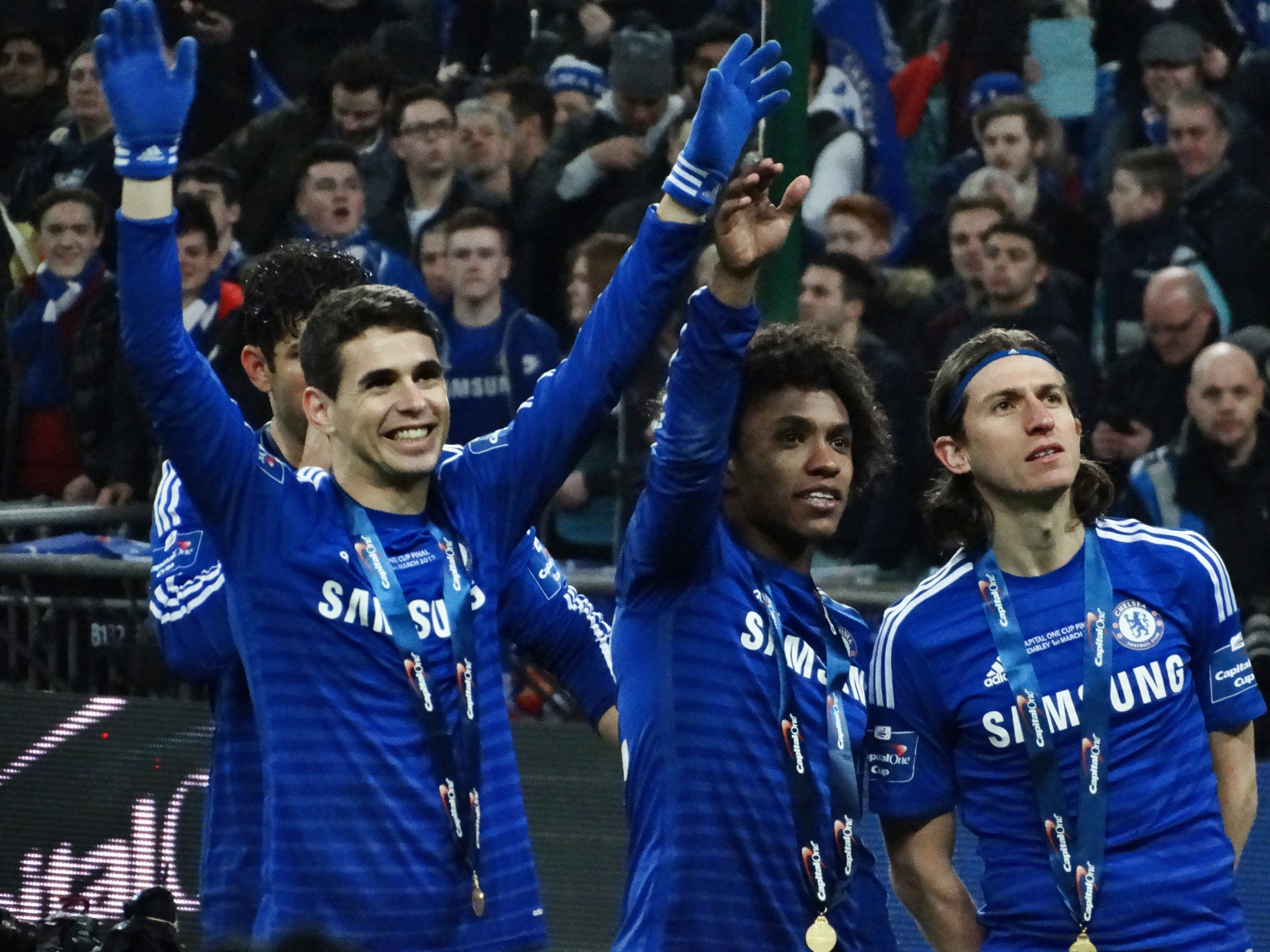
Оскар (крайній ліворуч) разом з партнерами по «Челсі» святкує здобуття Кубка Футбольної ліги. 1 березня 2015 року.

- Переможець Рекопи Південної Америки: 2011

«Челсі»
- Переможець Ліги Європи УЄФА: 2013
- Володар Кубка Футбольної ліги: 2014–15
- Чемпіон Англії: 2014–15

«Шанхай Порт»
- Чемпіон Китаю: 2018, 2023
- Володар Суперкубка Китаю: 2019

Збірна Бразилії
- Переможець молодіжного чемпіонату світу: 2011
- Чемпіон Південної Америки (U-20): 2011
- Переможець Суперкласіко де лас Амерікас: 2011, 2014
- Срібний олімпійський призер: 2012
- Володар Кубка конфедерацій: 2013

Особисті
- Автор найкращого голу сезону «Челсі»: 2013, 2015